# 김진기 (법조인)
김진기(金鎭基, 1949년 ~)는 제34대 대구고등법원장 등을 역임한 법조인이다. 장인 처남 사위 모두 법조인이다.

## 생애
1949년에 경상북도 경산시에서 태어나 1972년 제14회 사법시험에 합격하여 판사에 임용되었다. 부산지방법원 판사. 대법원 재판연구관과 대구지방법원 수석부장판사를 거쳐 2003년 9월에 법원장으로 승진하여 대구지방법원과 대구고등법원에서 법원장을 역임했다. 

## 주요 판결
- 부산지방법원 형사3부 재판장으로 재직하던 1991년 1월 23일에 야영 중이던 초등학교 육상부 제자를 강제로 성폭행한 피고인에 대해 강간죄와 강간치상, 폭행죄를 적용해 징역7년을 선고했다.[2]
- 부산고등법원 제2형사부 재판장으로 재직하던 1997년 3월 28일에 "신입생 환영회 직후 피해자가 술에 취한 채 욕을 하자 마구 때려 숨지게 했다"는 이유로 1심에서 징역5년과 징역4년이 각각 선고된 부경대 휴학생인 피고인에 대한 항소심에서 "피고인들이 진술하는 폭행만으로 피해자의 주검의 수 많은 상처와 골절상이 생길 수 없고 설사 다른 사람과 공모해 흉기로 구타 살해한 경우를 가정해도 그런 이유를 찾을 수 없다"며 상해치사와 사체유기죄에 대해 무죄, 폭력 혐의에 대해서 유죄를 인정해 벌금 30만원을 선고유예했다.[3] 4월 18일에페스카마 15호 중국 조선족 선원 6명 중에 1심에서 사형을 선고받은 주범인 전재천을 제외한 5명에 대해 무기징역으로 감형했다.[4] 6월 25일에 화염병 시위를 주도한 혐의로 1심에서 집행유예4년이 선고된 부산경남지역 총학생회연합 투쟁국장 김성일에 대한 항소심에서 "시위로 인하여 경찰관에게 화상을 입히고 그중 몇몇은 평생 장애인으로 지낼 수 밖에 없게 했음에도 자신의 행동을 정당하다고 믿고 있어 화염병 시위의 위험성에 대한 경종을 울릴 필요가 있다"며 징역2년6월을 선고했다.[5]